# Phra Narai Ratchaniwet
Le palais du roi Narai, ou Phra Narai Ratchaniwet (thaï : พระนารายณ์ราชนิเวศน์), a été bâti en 1666 par le roi d'Ayutthaya Narai le Grand (Ramathibodi III) dans sa nouvelle capitale Lopburi (centre de la Thaïlande). Il a été rénové par le roi Mongkut (Rama IV) en 1856. C'est aujourd'hui un musée.
Il abrite des structures datant de deux périodes différentes :

## Constructions de l'époque de Narai le Grand
Influencées par l'architecture classique européenne, elles sont pour la plupart en ruine.
Dusit Sawan Thanya Maha Prasat Hall (พระที่นั่งดุสิตสวรรค์ธัญญมหาปราสาท)
Salle du trône décorée dans un mélange de styles thaï et français. C'était à l'origine une salle d'audience, où Narai reçut le Chevalier Alexandre de Chaumont en 1685.
Chanthara Phisan Hall (พระที่นั่งจันทรพิศาล)
Cette ancienne salle d'audience de style traditionnel thaï sert aujourd'hui de hall d'exposition, consacré à la vie du roi Narai et à la présentation d'objets d'art d'Ayutthaya et Rattanakosin.
Suttha Sawan Hall (พระที่นั่งสุทธาสวรรค์)
C'était la résidence privée du roi, dans la partie intérieure du palais. Narai y mourut le 11 juillet 1688. Elle est aujourd'hui réduite à son soubassement.

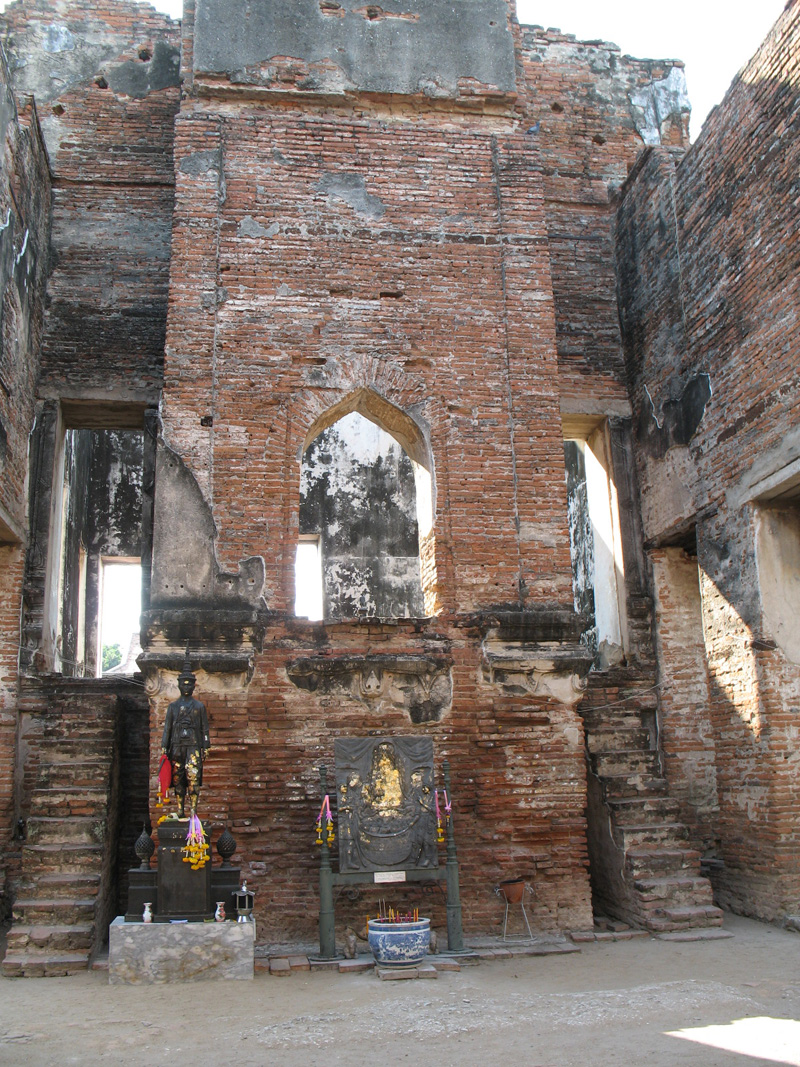
Dusit Sawan Maha Prasat
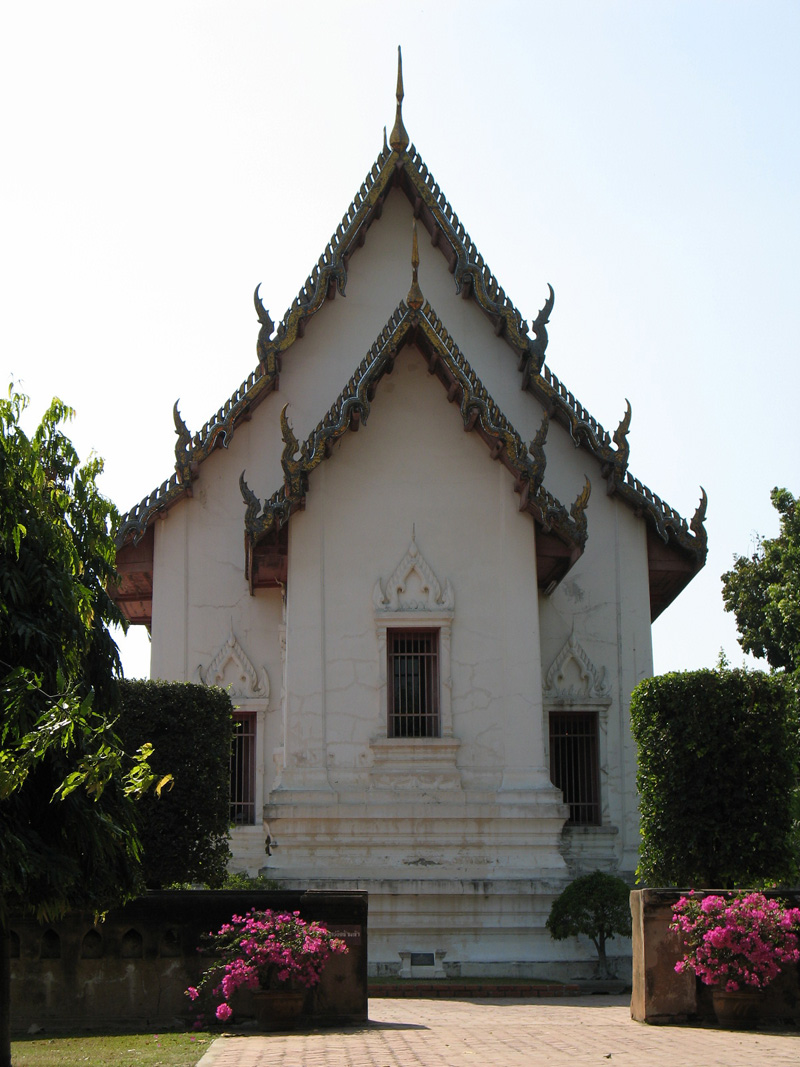
Chantara Pisan Hall
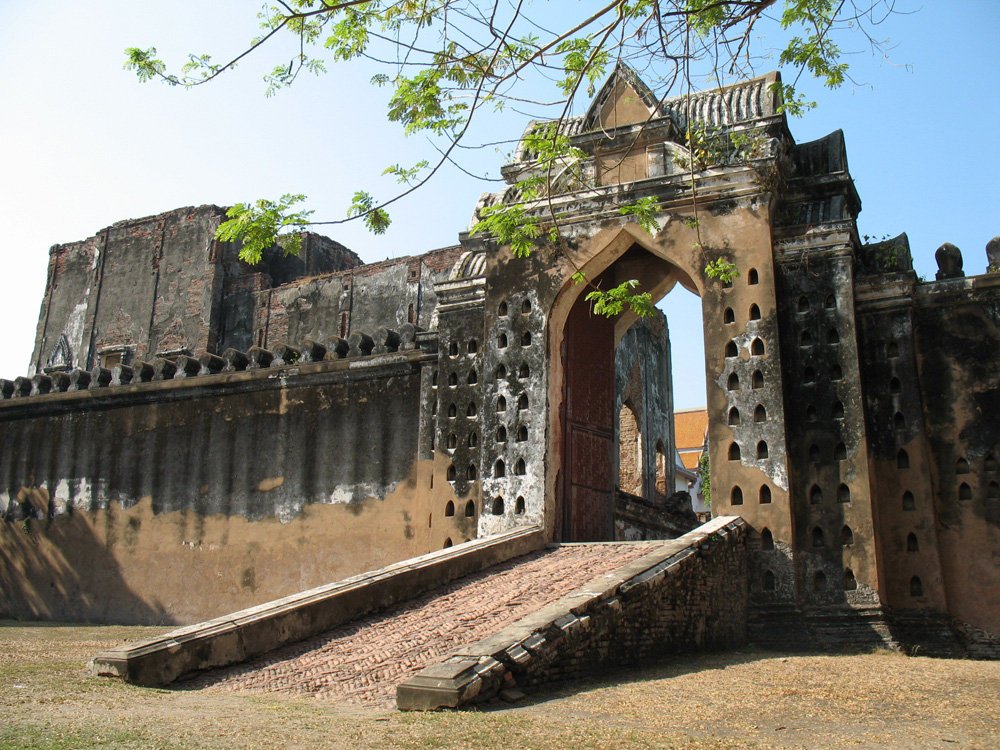
Porte intérieure du palais
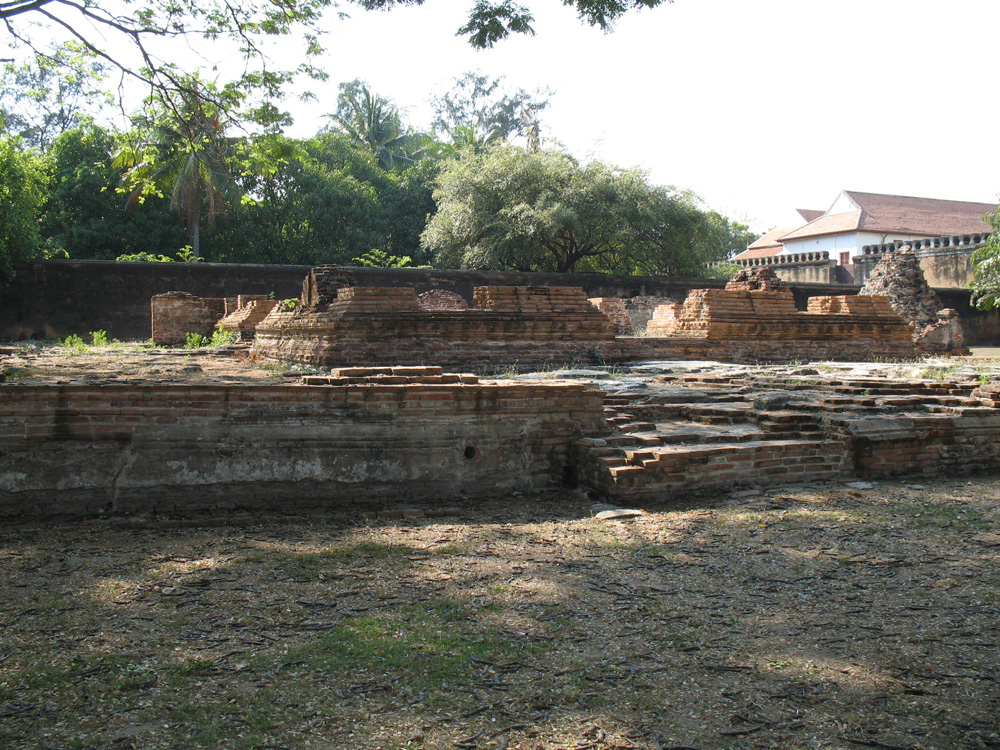
Suttha Sawan Hall
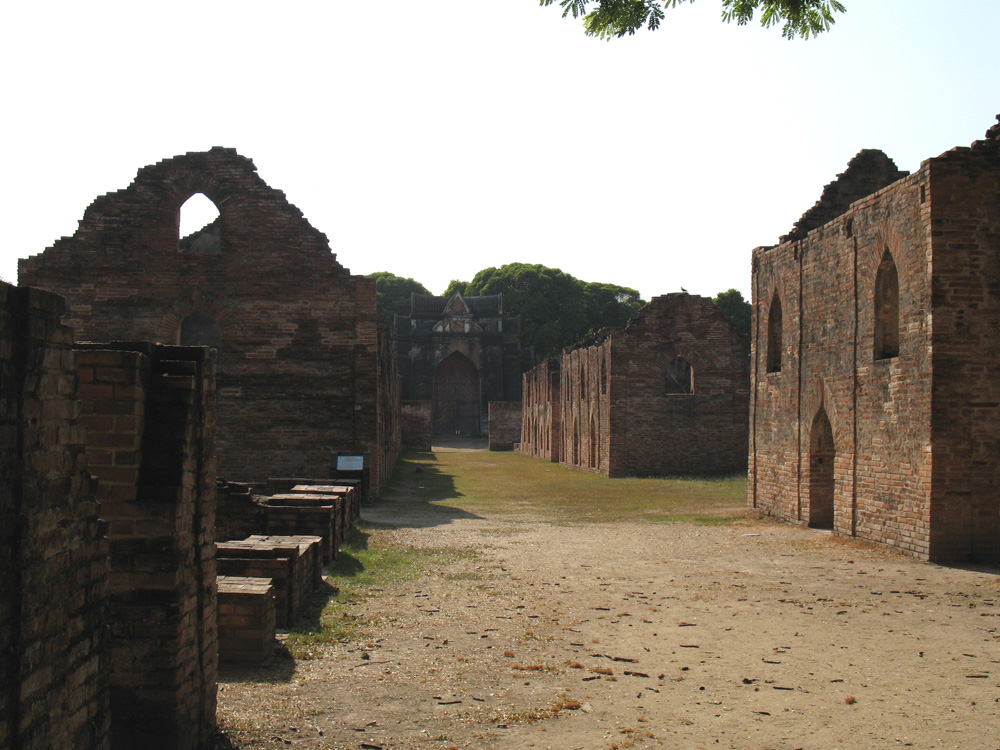
Douze entrepôts royaux

Phra Khlang Supharat (Douze entrepôts royaux) (พระคลังศุภรัตน์ หมู่ตึกสิบสองท้องพระคลัง)
On considère qu'ils avaient pour fonction de stocker les biens et le trésor royal. À l'époque de Narai, il existait de nombreux monopoles royaux (sur l'ivoire, l'étain, le salpêtre, le plomb, les noix d'arec, etc.).
Phrachao Hao (ตึกพระเจ้าเหา)
Ce bâtiment aujourd'hui très endommagé est caractéristique de la période de Narai le grand. Il est en briques sur une base de latérite.
Salle de réception des visiteurs étrangers (ตึกรับรองแขกเมือง)
Elle est de style architectural français. Selon les documents français, ce bâtiment se trouvait au centre d'un jardin à la française, et entouré d'une douve.
Réservoir (อ่างเก็บน้ำหรือถังเก็บน้ำประปา)
Construit en brique, il avait pour fonction de distribuer l'eau des réservoirs de Thale Chup Son et Sap Lek à l'ensemble du palais. 
Écuries pour éléphants (โรงช้างหลวง)
Il ne reste que la base de 10 d'entre elles. Les éléphants qu'elles abritaient étaient destinés aux plus hauts personnages de la cour royale.

## Constructions de l'époque de Rama IV
Elles se trouvent aujourd'hui dans l'enceinte du Musée National Somdet Phra Narai.

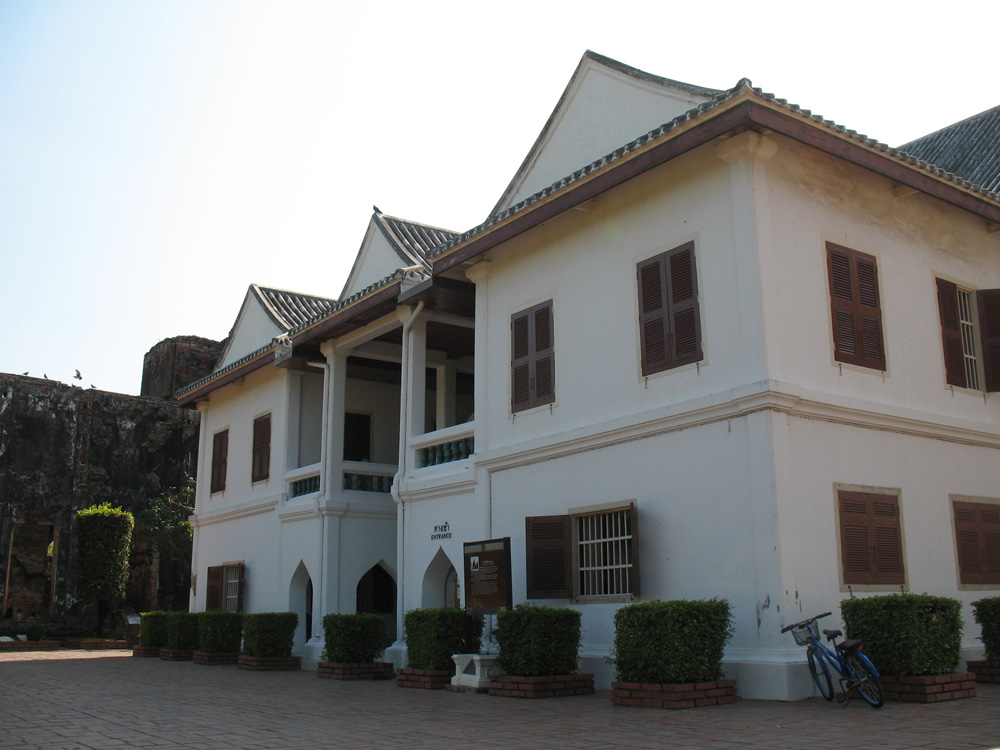
Pavillon Phiman Mongkut

Pavillon Phiman Mongkut (หมู่พระที่นั่งพิมานมงกุฎ)
Il fut construit sur l'ordre de Rama IV en 1862, pour y résider. 
Phra Prathiap (หมู่ตึกพระประเทียบ)
Cet ensemble comprend deux bâtiments bas et huit bâtiments à un étage en briques, qui servaient de résidence aux membres de la cour de Rama V lorsqu'il venait à Lopburi.
Thim Dap (ทิมดาบ หรือที่พักของทหารรักษาการณ์)
Ces deux bâtiments étaient occupés par les gardes royaux.

### Musée national Somdet Phra Narai (พิพิธภัณฑสถานแห่งชาติสมเด็จพระนารายณ์)
Créé en 1923, il occupe quatre bâtiments du palais :
- Le Pavillon Phiman Mongkut expose des objets préhistoriques découverts dans la vallée de la Chao Phraya, au centre de la Thaïlande et dans la province de Lopburi.
- Le Chanthara Phisan Hall abrite à une exposition consacrée à Narai le grand et son époque.
- Les bâtiments du Phra Prathiap présentent des objets consacrés à la culture de la Thaïlande centrale (mode de vie, architecture, outils, artisanat), particulièrement à Lopburi, des origines à nos jours.

- Le Musée Nang Yai (พิพิธภัณฑ์หนังใหญ่) présente des représentations en théâtre d'ombres du Ramakien.